# مشکل سال ۲۰۰۰

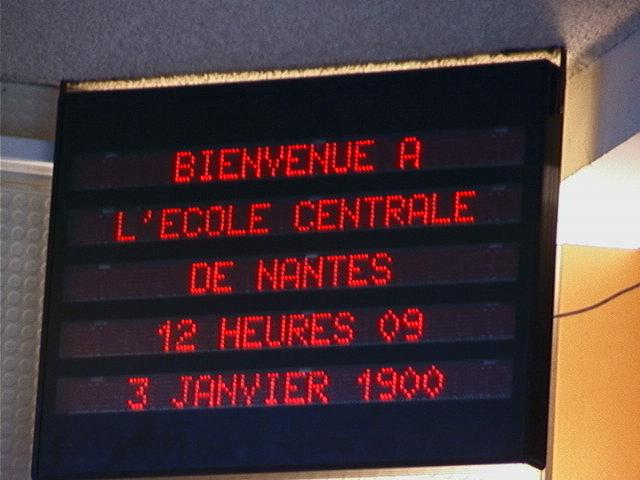
یک تابلوی الکترونیکی در École centrale de Nantes که سال ۲۰۰۰ را به اشتباه ۱۹۰۰ نشان می‌دهد.

مشکل سال ۲۰۰۰ (Year 2000 problem) که به مسئلهٔ Y2K، یا نام‌های the Millennium bug, Y2K bug, یا the Y2K glitch هم شهرت دارد، اشاره به وقایع مربوط به قالب بندی و ذخیره‌سازی داده‌های تقویم برای تاریخ‌های آغاز شده از سال ۲۰۰۰ دارد. مشکلات پیش‌بینی شدند و افزایش پیدا کردند زیرا بسیاری از برنامه‌ها ی نمایانگر سالهای چهار رقمی فقط با دو رقم آخر در نظر گرفته شده بودند - و این باعث می‌شود سال ۲۰۰۰ از سال ۱۹۰۰ غیرقابل تشخیص باشد. فرض نمایش تاریخ قرن بیستم در چنین برنامه‌هایی می‌تواند باعث خطاهای مختلفی مانند نمایش نادرست تاریخ‌ها و ترتیب نادرست سوابق خودکار تاریخ دار شود.
این مشکل، یک مشکل نرم‌افزاری برای سیستم‌های کامپیوتری بود که در آن چون سیستم برنامه‌نویسی به مانند کارتهای اعتباری از دو عدد تشکیل شده بود (مانند: ۹۹/۰۸/۳۰) با شروع سال ۲۰۰۰ نرم‌افزار کامپیوتر نمی‌دانست ۰۰ انتهایی را چگونه تفسیر کنند؛ به صورت سال ۱۹۰۰ یا سال ۲۰۰۰!